# Las Omañas
Las Omañas es un municipio y lugar español de la provincia de León, en la comunidad autónoma de Castilla y León. Cuenta con una población de 259 habitantes (INE 2024). Aunque se ha considerado parte de la comarca de Omaña, por su situación física pertenece a la ribera del Órbigo.
La localidad de Las Omañas, cabeza del municipio, está situada en el margen izquierda del río Omaña. Sus fértiles tierras se destinan a diversos cultivos, remarcando la importancia del chopo, pero también otros como múltiples cereales o tierras de lúpulo.

## Toponimia
El nombre de la comarca de Omaña proviene de Aqua Mania o de Aqua Magna —«agua grande», río grande— por lo que el nombre del municipio de Las Omañas puede explicar la confluencia de las dos grandes aguas, es decir, la unión de los ríos Luna y Omaña para dar lugar al nacimiento del Órbigo como así también lo muestra su escudo.

## Historia
La Ribera del Órbigo fue un arciprestazgo asturicense, dentro del arcedianato de Ribas del Sil pero como excepción, los lugares del municipio de Las Omañas pertenecieron a la diócesis de Oviedo, arciprestazgo de Ordás, siendo parte de la comarca de la Omaña; y las localidades de La Milla, Quiñones y Velilla, que eran de León.

### Edad Antigua
Aunque no se conocen muchos detalles sobre la historia antigua de las Omañas, la presencia humana parece remontarse por lo menos hasta la Edad del Bronce, a juzgar por los hallazgos arqueológicos de la comarca, entre los que se encuentran el caldero de Villaceid,el ídolo de Rodicol y varias hachas de bronce. Los castros son numerosos en la zona. La cultura castreña se asocia a los astures, aunque muchos fueron utilizados durante la ocupación romana como bases para organizar la intensa explotación minera de la zona que tuvo lugar en esta época como es el caso de Las Miédolas.

### Edad Media
El nombre Las Omanias aparece en documentos de 1154 al ser nombrada sede de la Mandación de Omaña en el Castillo de Aguilar situado en la localidad de San Martín de la Falamosa. Este enclave fue escogido por su localización, ya que comprendía el nexo entre la montaña y el llano; convirtiéndola en un lugar idóneo para tratar los asuntos de la comarca así como servir de posición de defensa del Valle del Omaña ante los ataques musulmanes.

### Edad Contemporánea
Ninguna administración ha logrado implementar políticas positivas para la comarca, que empezó a encontrarse cada vez más marginalizada. Esta situación condujo a la paulatina despoblación del territorio por la emigración a partir del principio del siglo XX; la emigración se aceleró en la segunda mitad del mismo siglo, sobre todo a partir de la implantación del Plan de Estabilización de 1959, que agudizó el contraste entre el modo de vida de Omaña, en muchos respectos similar al de varios siglos atrás, y la progresiva prosperidad de otras regiones españolas. No fue hasta la declaración como «Comarca de Acción Especial» en el Real Decreto 3418 del 29 de diciembre de 1978, que se hizo un esfuerzo para mejorar las infraestructuras, medidas que sin embargo llegaron tarde para frenar el proceso de despoblación.

## Pedanías
- Santiago del Molinillo
- Mataluenga
- San Martín de la Falamosa
- Pedregal

## Demografía
Cuenta con una población de 259 habitantes (INE 2024).
| Gráfica de evolución demográfica de Las Omañas entre 1857 y 2021 |
| |
| Población de derecho según los censos de población del INE Población de hecho según los censos de población del INE Entre el censo de 1857 y el anterior aparece este municipio porque se segrega de Santa María de Ordás |

## Símbolos
Escudo en azur, con la confluencia de tres ríos, con sus riberas en plata. En lo alto aparece un libro, a la izquierda un castillo y a la derecha un monte de tres cimas con cuatro valles; todos en oro. Al timbre corona real española.

## Cultura

### Patrimonio
Las Miédolas

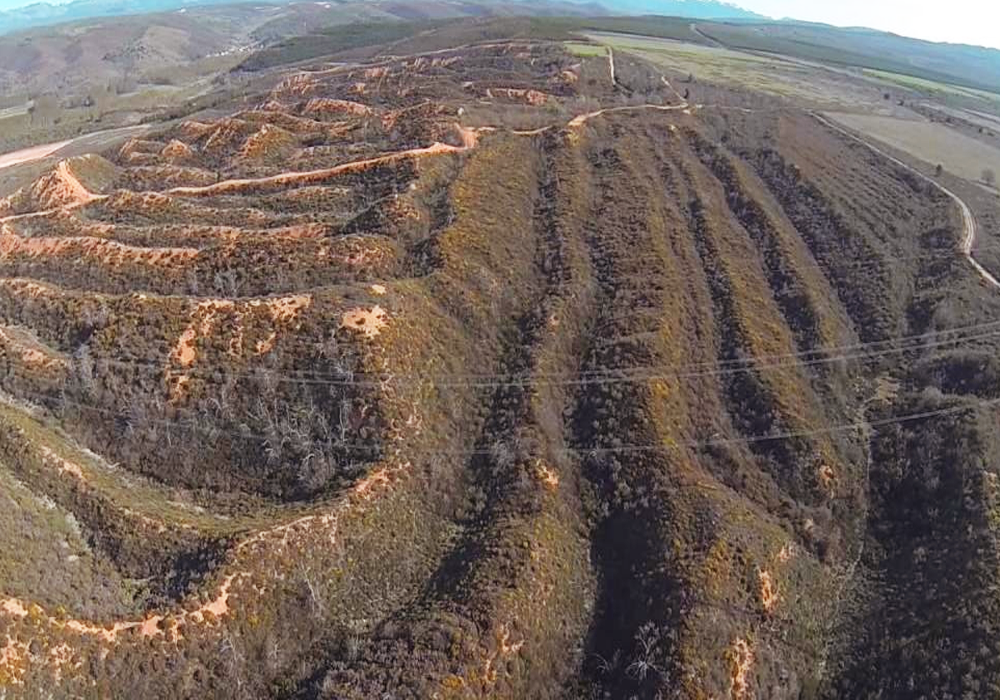
Arado en peines de las Miédolas

Las Miédolas, Miédulas o Médulas son una explotación romana de oro a cielo abierto, aunque los pueblos astures ya habían explotado el yacimiento, bateando los placeres fluviales.Presentan ejemplos de dos de los tres métodos principales utilizados para la extracción del oro en el noroeste peninsular. Estos sistemas eran conocidos por arado en peines o surcos y explotación en zanja-canal.

Seguramente los romanos empezaron a trabajar en la zona en la época del emperador Octavio Augusto, quien dirigió personalmente la mayor parte de las acciones que entre los años 26 y 19 a. C. conquistaron definitivamente los pueblos del norte de la península ibérica.
Pozo de Pedregal

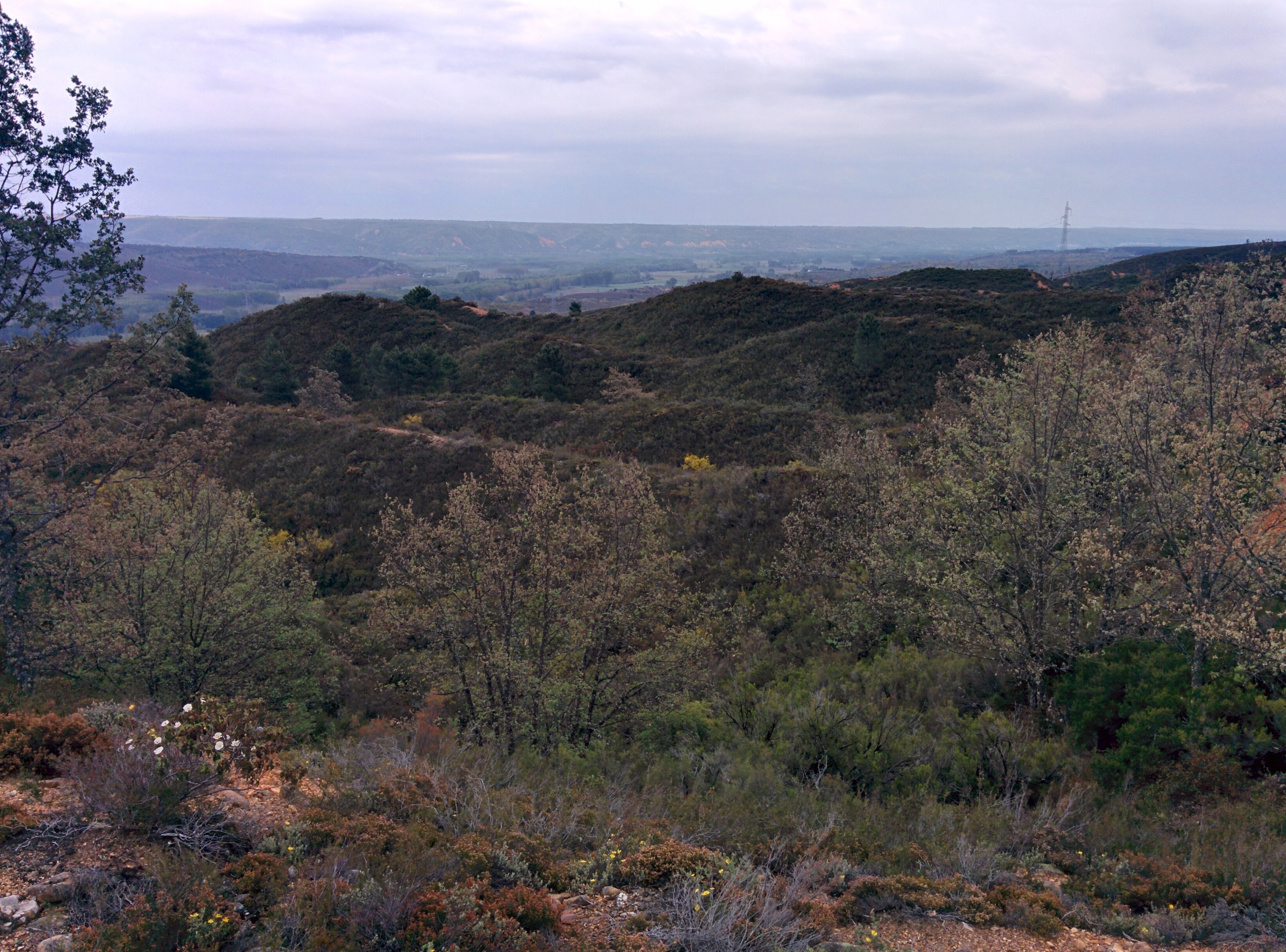
Vista parcial de Las Miédolas

Muestra de arquitectura tradicional restaurada y conservada por el Instituto Leonés de Cultura.
Castillo de Aguilar
Se conocen documentos de Alfonso III que marcan sus orígenes a finales del siglo IX. Durante la Edad Media fue sede de la Mandación de Omaña. Actualmente se encuentra en ruinas.
Iglesia de San Martín
Iglesia con elementos constructivos del arte románico que aparece en manuscritos del año 841.
Iglesia de Santiago del Molinillo
Posee un retablo barroco dedicado a Santiago, construido por Domingo Martínez en 1742.
Iglesia de San Nicolás de Bari
Iglesia barroca del siglo XVII.
Iglesia de San Andrés Apóstol
Palacio de Mataluenga
Casa Solariega

### Arquitectura
Se basaba en la piedra y la madera como materiales preferidos de construcción. Las casas suelen ser de planta rectangular, con cubiertas inclinadas, como es habitual en un clima donde las nevadas son abundantes. Tradicionalmente los techos se recubrían con «cuelmos» (manojos de paja de las cosechas de centeno). Otro elemento arquitectónico a destacar son los corredores o curridores, bien abiertos o cerrados por cristaleras, siendo estos últimos más raros.
Las casas, de uno o dos pisos suelen distribuirse alrededor de un corral interior. La vivienda tradicional contaba al menos con dos estancias: la cocina y el cuarto; en la cocina se encontraba el llar, situado en el centro o adosado a una pared, y el horno para amasar pan. Las construcciones más primitivas no tenían chimenea, y el humo se disipaba a través de los huecos del techado. Posteriormente se empezaron a construir en losa y, más tarde, en ladrillo. Los establos, corte (corral) y otras estancias para los animales se situaban a veces bajo las habitaciones de la vivienda, para proporcionar calor a estas. El pajar se encontraba en el piso superior, aunque a menudo se dedicaba a este fin una construcción separada de la vivienda, para aminorar el riesgo de incendios.
El edificio más destacado es la iglesia. Además de celebrarse en ellas los servicios religiosos, las reuniones del concejo solían tener lugar en sus pórticos. Muchas están en buen estado de conservación. Los campanarios son en espadaña, con una o dos campanas, a medudo de tamaño diferente, las cuales se utilizaban para diferentes avisos dependiendo de la secuencia y el ritmo de las campanadas. A pesar de la sencillez de su exterior, los interiores están decorados con hermosos retablos, altares y tallas; estas últimas datan en ocasiones de la Edad Media.

### Lengua
La lengua tradicional de Las Omañas es el leonés (dialecto occidental), aunque en situación de diglosia frente al castellano. A partir del siglo XX, esta última lengua se empezó a imponer en el lenguaje hablado y a principios del siglo XXI el uso del leonés es minoritario y relegado principalmente al uso familiar, aunque ha dejado una clara influencia en la variante del castellano en uso en la zona.

### Concejo Omañés
El concejo omañés es uno de los aspectos más interesantes de la comarca. Contó con privilegios y cartas de reyes, franquicias de libertad y vasallaje. Realengo que los señoríos se empeñaban en desconocer y trataban de burlar. Pero el concejo interesante, fuera de los generales, era el de las pequeñas aldeas. Practicaban una democracia natural, que nació de la costumbre y el uso. Estos concejos de aldea se reunían en los atrios de las iglesias, aquellas en las que hoy su piedra se haya cubierta con musgo o las que mantienen, a duras penas, en pie su espadaña. Allí, se aplicaban las ordenanzas correctamente y se decidía en común aquellos asuntos de interés para la vecindad: las veceras de los ganados, los repartos de tierra, de agua y de leña.

### Leyendas
En las cercanías de San Martín de la Falamosa hay restos del Castillo de Aguilar donde se dice que se encuentra un tesoro enterrado en sus alrededores. Probablemente se trató de un torreón de vigilancia, en la época de las razzias de Almanzor, a finales del siglo X. La imaginación popular urdió una coplilla, muy común en otros puntos de la montaña leonesa, que es el habitual señuelo del tesoro oculto, y dice:

Del castillo al castellón, y a la fuente Ana María, y el vestido de un Señor a las tierras del hurón; hay un pellejo de buey pinto que vale el Reino de León.

### Gastronomía
La economía de autoabastecimiento ha determinado los alimentos consumidos por los omañeses durante buena parte de la historia de la comarca. La dieta tradicional se ha basado en los siguientes elementos:
- Ganado doméstico y sus productos: Leche y sus derivados, huevos y carne. Aunque se consumía la carne de ganado ovino, vacuno y de las aves de corral en ocasiones especiales o cuando se producía la muerte accidental de un animal, la carne más consumida era la de cerdo, criado normalmente con este fin. La matanza del cerdo o Samartino o Sanmartino era un día muy especial;[24] en ese día se confeccionaban las morcillas, chorizos y lloscos que se consumirían durante todo el año siguiente.[14]
- Piezas de caza, como jabalíes, liebres, perdices, y pesca, como las truchas.
- Pan, casi siempre de centeno.
- Legumbres y verduras cultivadas en la huerta familiar, tales como las patatas, berzas, fréjoles, habas, garbanzos, guisantes, etc. y frutas, cultivadas o silvestres: manzanas, cerezas, peras, nisos (variedad de ciruela), castañas, moras, arándanos azules y miruéndanos. Las patatas, al conservarse durante mucho tiempo, tenían tanta importancia como el pan o el cerdo y se consumían en casi todas las comidas.

Entre los platos típicos destacan, entre otros, el cocido omañés, las migas, las sopas de ajo, la sopa de trucha, el brazo de gitano, los fisuelos — llamados también frisuelos —, los miajotes, consistentes en una pasta hecha con moras y pan. También son famosos los licores de orujo de guindas, arándanos y otras frutas.